# Alexei Sukletin
Alexei Vasilievich Sukletin (en ruso: Алексе́й Васи́льевич Сукле́тин; 23 de marzo de 1943-29 de julio de 1987) fue un asesino en serie, violador y caníbal soviético. Entre 1979 y 1985 (según otros datos, de 1981 a 1985), junto con sus cómplices Madina Shakirova y Anatoli Nikitin, mató y canibalizó a siete mujeres en Tartaristán.

## Biografía

### Primeros años y delitos
Nació en 1943, en Kazán, república rusa, Unión Soviética. Su madre trabajaba como enfermera en un hospital de campaña militar (se sabe que estaba viva en 1985, cuando Sukletin fue arrestado). No hay información disponible sobre su padre. Sukletin sufrió pronto de alcoholismo, bebiendo mucho ya antes de llegar a la edad adulta.
El primer delito que cometió fue en febrero de 1960, cuando tenía 16 años. Por la noche, atacó a una chica, que dejó inconsciente golpeándola con un objeto pesado en la cabeza, e intentó violarla. Fue salvada por dos jóvenes que le ordenaron que se fuera, pero como resultado fue arrestado y condenado a dos años de prisión, cumpliendo su pena en un reformatorio, antes de ser trasladado a una colonia de trabajo correctivo.
En 1964, Sukletin cometió un nuevo delito, actuando junto con cómplices con quienes bebía alcohol. Cuando se les acabó el dinero, Sukletin les informó de una anciana que vivía cerca. Entraron juntos a su apartamento haciéndose pasar por empleados del servicio del gas. Luego, los hombres golpearon a la mujer en la cabeza con un objeto contundente y se llevaron 80 rublos, pero la víctima sobrevivió y denunció el crimen a la policía. Los agresores fueron detenidos unas horas más tarde en el bar más cercano.
Por su reincidencia, Alexei Sukletin fue condenado a 12 años de prisión. Mientras cumplía su condena, se mostró colaborativo. Leyó muchos libros y luego utilizaría su erudición para seducir a las mujeres.

### Con Madina Shakirova
En 1976, Sukletin fue liberado. Consiguió un trabajo como trabajador de una compañía de seguros, pero nunca fue a trabajar, y luego como guardia de una asociación hortícola, de donde fue despedido también por sus frecuentes ausencias. En 1978, se convirtió en asistente médico en un hospital psiquiátrico. Un año después cambió de trabajo y volvió a ser guardia, esta vez en la comunidad de jardines "Kaenlyk" en el asentamiento urbano de Vasilievo.
El mismo año, Sukletin conoció a Madina Nurgazizovnaya Shakirova, de 23 años, originaria de Vasilievo, y comenzó a convivir con ella. Él le dijo que supuestamente estaba cumpliendo condena en un campo kazajo, pero huyó. Antes de conocer a Sukletin, Shakirova había ido a trabajar a Uzbekistán, luego se mudó a Kazán, donde trabajó como tornera en una fábrica y luego como criadora en una granja de conejos. También tuvo una hija que abandonó y se la dio a cuidar a sus padres, mientras ella misma se mudaba con Sukletin.
Pronto la pareja comenzó a dedicarse a actividades delictivas, empezando por la extorsión. Por orden de Sukletin, Shakirova fue de Vasilievo a Kazán y tomó un taxi de regreso a última hora de la noche. Se quejó al taxista de que su marido la engañaba y, cuando llegaron a casa de Sukletin, le ofreció al taxista pasar la noche juntos. El hombre estuvo de acuerdo, y luego Sukletin y su cómplice Rinat Volkov, desempeñando el papel de marido celoso y hermano de Shakirova respectivamente, irrumpieron en el dormitorio. Golpearon al taxista y le exigieron dinero, también lo fotografiaron en posturas indecentes y le pidieron 200 rublos o, de lo contrario, distribuirían las fotografías al público. Al día siguiente, el taxista les dio 200 rublos.

## Asesinatos
Poco después de conocer a Shakirova, Sukletin le informó de su deseo de matar mujeres por canibalismo. Le habló de su primer ídolo, Jean-Bédel Bokassa, emperador del Imperio centroafricano, siendo el otro el asesino en serie británico del siglo XIX Jack el Destripador.
Sukletin cometió su primer asesinato en noviembre de 1979 (según algunas fuentes, en noviembre de 1981). Invitó a Ekaterina Osetrova, de 22 años (supuestamente prostituta), a su casa, presentando a Shakirova como su hermana. Celebraron una fiesta y por la noche Sukletin y Osetrova fueron al dormitorio y tuvieron relaciones sexuales. Shakirova luego le ofreció una bebida a Osetrova, distrayéndola, mientras Sukletin tomaba un martillo envuelto en trapos y la golpeaba en la cabeza. Luego Sukletin la metió en un abrevadero, la maniató con una cuerda y le cortó el cuello. Afirmó haber bebido la sangre que manaba mientras ella aún estaba viva e hizo que Shakirova bebiera con él. Cuando Osetrova murió, colgó su cadáver de las muñecas y se burló de ella, antes de cortarle los tejidos blandos y destriparla extrayendo los órganos internos (con la ayuda de Shakirova). La sangre restante se desechó en el baño. Sukletin luego frio y se comió su corazón, hígado y pulmones. Shakirova preparó borsch y pelmeni con los restos, que comió junto con Sukletin y parte de la carne restante se la dio a sus perros. La pareja enterró los huesos de la víctima bajo un depósito de agua (según otros, en un barril).
Sukletin mató a todas sus víctimas posteriores de manera similar. Las aturdía con un fuerte golpe de martillo o les golpeaba la cabeza contra la pared y luego, en la mayoría de los casos, las degollaba (en un caso, fue el golpe del martillo el que resultó mortal). Tras la muerte de la víctima, Sukletin y Shakirova desmembraban el cadáver y se comían la carne. Shakirova lavaba la ropa ensangrentada y la ropa interior de Sukletin. Ella no participó directamente en los asesinatos. Los huesos de todas las víctimas posteriores fueron enterrados en el mismo lugar que los de Osetrova, en el exterior de la casa. A veces, Shakirova escondía objetos de las víctimas. Además de comer carne humana, Sukletin y Shakirova la vendían a sus vecinos bajo el pretexto de ser lomo. Según el jefe de la unidad de investigación de la Fiscalía de Tartaristán (más tarde fiscal adjunto de Tartaristán) Farid Zagidullin, las víctimas adultas de Sukletin llevaban un estilo de vida asocial: se dedicaban a la prostitución, eran vagabundas o eran alcohólicas.
Posteriormente Madina Shakirova recordó que Sukletin miraba a las mujeres sólo como posibles fuentes de carne. Al parecer, según ella Sukletin había intentado matarla tres veces. También dijo:

Las mujeres hermosas hacían que él fuera realmente malicioso. Bueno, tenía miedo de las inteligentes. Le gustaba hablar y soñar con gente como yo, cómo tendría relaciones sexuales con ellas, y siempre de manera pervertida, y luego las mataría y se las comería.

En enero de 1980 (según otras fuentes, enero de 1982), Sukletin cometió su segundo asesinato. Junto con Shakirova, conoció a dos chicas y las invitó a celebrar el Año Nuevo en su casa. Por la noche, mató y se comió a una de ellas, Tatiana Illarionova, de 22 años. No hizo daño a la segunda chica, ya que parecía demasiado delgada para su gusto. Cuando la joven superviviente se despertó por la mañana, Sukletin le dijo que Ilarionova se había levantado temprano y se había ido a Kazán.
La tercera víctima fue Rezeda Galimova, de 15 o 16 años. Sukletin la atrajo a su dacha, diciéndole que solucionaría sus problemas con los estudios. La violó y luego la mató con dos martillazos en la cabeza. La víctima le rogó a Shakirova que la ayudara durante la agresión, pero ella se negó. Posteriormente, Shakirova se quedó con el jersey de la asesinada.
Después de matar a Galimova, Sukletin atrajo a Nadezhda Sityavina, de 22 años, a su casa. Anunció a Shakirova que ahora conviviría también con Sityavina, e incluso presentó a Nadezhda a su madre en Zelenodolsk, pero después la mató. La quinta víctima fue Natalia Shkolnikova, de 19 años, colega de Sityavina.
La sexta y más joven víctima de Sukletin fue Valentina Elikova, de 11 o 12 años. Habiéndola conocido en Kazán, el asesino se le presentó como un tío lejano y la llevó a su casa con la excusa de buscar hierbas medicinales en el bosque (había sido recientemente operada en la espalda). Allí golpeó la cabeza de Elikova contra la pared, la violó, la mató y luego se la comió. Shakirova intentó salvar a la niña, pero Sukletin la golpeó brutalmente. Después del asesinato, ordenó a Shakirova que secuestrara un bebé para él, pero ella se negó. Finalmente dejó a Sukletin y regresó con sus padres, pero no le contó a nadie sobre los crímenes. Después de que Shakirova huyera, Sukletin violó a la hija menor de su amigo Boris. Lo logró hablándole de un sobrino inexistente que vivía en Italia, a quien supuestamente prometió encontrarle una chica con quien casarse.
Poco después, Lidiya Fiodorova, una bebedora excesiva de 23 años, se convirtió en la nueva novia de Sukletin. La acompañaba su pariente Anatoli Nikitin. Como antes con Shakirova, los tres hacían fiestas y bebían alcohol. Sin embargo, la nueva pareja se negó a ayudar a Sukletin a matar y comer mujeres y amenazó con exponerlo a la policía. El 12 de marzo de 1985, Sukletin y Nikitin violaron y golpearon a Fiodorova, quien se convirtió en la séptima y última víctima. Sukletin quemó su ropa y, después de burlarse del cadáver, lo desmembró y se comió los tejidos blandos. El 18 de marzo, Shakirova regresó con Sukletin. Para ocultar el asesinato, ella limpió la habitación y lavó la ropa ensangrentada.
Según los vecinos, Alexei Sukletin no les despertó ninguna sospecha. Lo conocían como un buen hombre y compañero de bebida, que sabía arreglar un techo, cavar patatas, recitar poemas y era un anfitrión hospitalario. Le gustaban las mujeres y disfrutaba de su compañía. Le gustaba llamar "albóndigas" a los niños que pasaban, pero nadie podría haber imaginado que el guardia de los jardines estuviera cometiendo asesinatos y canibalismo. La policía de Vasilievo finalmente visitó a Sukletin debido a las desapariciones, pero no logró reunir ninguna prueba. A mediados de los años 80, en la sociedad soviética no era costumbre hablar de asesinos en serie, que se consideraban un rasgo característico de los países capitalistas, por lo que las fuerzas del orden mantuvieron en secreto las desapariciones de mujeres en Vasilievo, en un patrón similar al caso de su contemporáneo y más conocido internacionalmente Andrei Chikatilo.

## Arresto
La larga ausencia de Fiodorova se volvió de interés para las fuerzas del orden. Los agentes policiales visitaron a Sukletin y le preguntaron sobre su paradero, pero él respondió que no tenía ni idea al respecto. Poco después del asesinato de Fiodorova, Sukletin visitó a Gennady Uglov, un compañero de trabajo con quien bebía alcohol. Cuando Uglov preguntó a Sukletin dónde estaba Fiodorova, el maníaco le mostró el lugar de enterramiento de sus restos. Sukletin creía que Uglov no revelaría lo que sabía sobre el asesinato de Fiodorova porque Sukletin, en su posición de guardia, había prometido hacer una entrada en el libro de trabajo de Uglov, lo que permitiría a Gennady evitar la responsabilidad penal por parasitismo. Sin embargo, el 3 de junio de 1985, Uglov presentó una denuncia ante la policía. Al principio no le creyeron, pero Uglov luego le contó la historia a un amigo que trabajaba en la policía.
En su libro " Asesinos en serie, maníacos y sus víctimas", Nikolai Modestov relató una versión diferente de cómo se descubrieron los crímenes de Sukletin: después de que Shakirova regresó con Sukletin, la pareja nuevamente comenzó a extorsionar, utilizando el mismo ardid que habían usado anteriormente. Esta vez, el taxista atacado no dio dinero a los delincuentes, sino que acudió a la policía. Cuando las autoridades llegaron a la casa de Sukletin, encontraron un pasaporte de una de sus víctimas y los restos de otra.
El 4 de junio de 1985 Aleksey Sukletin fue detenido. En la captura del maníaco participó el ex campeón olímpico de halterofilia Nikolai Kolesnikov, que entonces era alto funcionario de seguridad en el departamento de investigación criminal de Tartaristán para casos especialmente importantes. Se recogieron cuatro bolsas de huesos humanos del jardín de Sukletin y en el lavadero se encontró medio cubo de grasa humana derretida. Posteriormente también fueron arrestados Shakirova, Nikitin y Volkov.

## Investigación, juicio y ejecución.
Durante los primeros interrogatorios, Sukletin afirmó que los investigadores no podrían probar su culpabilidad en los asesinatos. Sin embargo, el investigador Farid Zagidullin (más tarde fiscal adjunto de Tartaristán) logró obtener una confesión de Shakirova, amenazándola con ser ejecutada si permanecía en silencio. Asustada de que su hija quedara huérfana, comenzó a testificar, escribiendo 70 hojas de texto:

Yo misma no maté a nadie. Corté la carne, cociné la comida de las muertas. Nos apropiamos de algunas cosas de las muertas. Abrigos, faldas, chaquetas, zapatos, libros. Solo me quedé las cosas buenas. Lo malo lo quemamos.
- Extracto del testimonio de Madina Shakirova.

Sukletin fue trasladado a Moscú para un examen psiquiátrico forense en el Centro Serbsky. Durante el interrogatorio afirmó que no sentía ningún remordimiento por los crímenes cometidos:

Por qué debería arrepentirme? Todas eran prostitutas. Ayudé a la sociedad, la limpié, digamos, del elemento amoral. No, no me arrepiento de ello!

Cuando le preguntaron a Sukletin si tenía miedo de Dios y del Juicio Final, respondió:

Ja ja, qué es Dios para mí! Yo mismo, soy Dios y el Diablo! De hecho, tengo miedo a la muerte. Soy reacio a morir ahora; he vivido solo un poco todavía. Vete de ahí con tu Juicio Final!

Según los resultados del examen, Sukletin fue declarado cuerdo, a pesar de sus intentos de fingir locura. Tratando de retrasar la investigación, habló de delitos que en realidad no cometió. Exigió que le pagaran 50 rublos por revelar la ubicación de los restos de cada víctima, así como interrumpir las audiencias judiciales para fumar. Contaba con gusto los más mínimos detalles de los crímenes cometidos. Al investigador Farid Zagidullin le entregó una fotografía autografiada con la inscripción "En memoria del primer encuentro con el caníbal".
El 18 de abril de 1986, Alexei Sukletin fue condenado a muerte por fusilamiento. Mientras esperaba la ejecución, moldeó zapatitos de mujer con miga de pan y se los regaló a Zagidullin. El 29 de julio de 1987 se ejecutó la sentencia.
Para Madina Shakirova, la fiscalía también solicitó la pena de muerte. Sin embargo, el tribunal tuvo en cuenta circunstancias atenuantes: el arrepentimiento de la acusada por los delitos cometidos, así como el hecho de que participó en los crímenes bajo amenaza de muerte por parte de Sukletin. Finalmente fue sentenciada a 15 años de prisión. Anatoli Nikitin también fue condenado a 15 años por el asesinato de Lidiya Fiodorova, y Rinat Volkov fue condenado a 7 años por extorsión. Mientras Shakirova cumplía su condena, las otras reclusas la rechazaban y la apodaron "picadora de carne". Inicialmente, la mantuvieron en una colonia en Kozlovka, República de Chuvasia, donde otras prisioneras la atacaron, tras lo cual fue trasladada a una colonia en el distrito de Plesetsky, Óblast de Arcángel. En 2001, tanto Shakirova como Nikitin salieron de prisión. Los medios informaron erróneamente que había muerto en 2005, pero esos informes fueron desmentidos en 2008, cuando concedió una entrevista al programa de televisión "Ciudad". Se desconoce el destino de Nikitin y Volkov después de su liberación.

## En los medios
El caso Sukletin se reflejó repetidamente en la cultura de masas de la Rusia postsoviética. En particular, se le dedicaron varios libros y capítulos de libros:
- El fin del diablo sangriento de A. K. Bataev, empleado de la fiscalía de Tartaristán (1993)
- Asesinos seriales. Maníacos y sus víctimas. de Nikolai Modestov (capítulo: " Shashlik del amado", 1999)
- Kazan Bandits 2 de Maxim Belyaev (vicepresidente del Tribunal Supremo de la República de Tartaristán) y Andrey Sheptytsky (asistente principal del jefe del Comité de Investigación de Rusia en la República de Tartaristán) [capítulo: "Volga Alligator", 2013][23]

Aleksey Sukletin se convirtió en el prototipo del héroe de la tercera temporada de la serie de televisión rusa El método, estrenada en 2015.